# Плауде Карл Карлович
Карл Карлович Плауде (27 березня 1897, село Юмурда або село Ерла (Ерглі) Венденського повіту Ліфляндської губернії, тепер Латвія — 31 грудня 1975, місто Рига, тепер Латвія) — латвійський діяч, вчений, спеціаліст у галузі теплотехніки. Доктор технічних наук (1956), професор. Академік Академії наук Латвійської РСР (з 1951), член-кореспондент Академії наук СРСР (з 10 червня 1960 року по Відділенню технічних наук (теплотехніка)). Президент Академії наук Латвійської РСР (1960—1970). Депутат Верховної Ради СРСР 6—8-го скликань.

## Життєпис
Народився в родині робітника. Трудову діяльність розпочав у 1914 році вчителем приходського училища.
З 1916 по 1917 рік служив у росі1йській армії, учасник Першої світової війни. У 1918—1922 роках — у Червоній армії.
У 1926 році закінчив Ленінградський інститут цивільних інженерів.
У 1926—1936 роках — інженер, старший інженер, головний інженер на заводі «Гідравліка» в Ленінграді. Одночасно, з 1928 по 1934 рік викладав у Ленінградському інституті цивільних інженерів, у 1932—1938 роках — у Ленінградському інституті інженерів промбудівництва.
З 1937 по 1944 рік працював у будівельно-монтажних організаціях Ленінграда та Москви. Під час німецько-радянської війни керував будівництвом оборонних споруд у Ленінграді та Москві. Член ВКП(б) з 1946 року.
З 1945 по 1953 рік викладав у Латвійському державному університеті, був завідувачем кафедри теплофізики.
У 1947—1970 роках — директор Інституту енергетики (Фізико-енергетичного інституту) Академії наук Латвійської РСР.
Одночасно, в 1947—1950 роках — проректор з наукової роботи Латвійського державного університету.
З 1951 по 1958 рік — академік-секретар Відділення технічних наук АН Латвійської РСР.
У 1958—1960 роках — віцепрезидент Академії наук Латвійської РСР.
У 1960—1970 роках — президент Академії наук Латвійської РСР.
З 1970 року — на пенсії, член президії Академії наук Латвійської РСР.
Основні праці стосуються теплових та гідравлічних режимів систем теплопостачання. Інші теми: розробка нових високотемпературних теплоносіїв, автоматизація систем теплопостачання.
Помер 31 грудня 1975 року в місті Ризі. Похований на цвинтарі Райніса в Ризі.

## Нагороди
- два ордени Леніна
- орден Жовтневої Революції
- орден Трудового Червоного Прапора
- медалі
- Заслужений діяч науки і техніки Латвійської РСР (1955)
- Державна премія Латвійської РСР (1960)